# 张泌
张泌（？—？），籍贯不详，五代十国南唐、后蜀词人。是花间派的代表人物之一。有“还似花间见，双双对对飞”句。词风清丽。

## 生平
唐末时曾登进士第。南唐時，由徐铉荐為任句容（今江苏句容）縣尉，历任监察御史、考功员外郎，累官至內史舍人。與李後主降宋，官终右谏议大夫史馆修撰。淳化五年仍在世上。《花间集》收张泌词27首。

## 身份争议
张泌之名最早見於鄭文寶《江表志》：“后主即位之初，张泌上书：建隆二年七月二十八日，将仕郎、守江宁府句容县张某顿首顿首，死罪死罪，谨上书陛下。”此事蹟於陈彭年《江南别录》中則以張佖稱之，吴任臣《十国春秋》曾為张佖、张泌、张原泌等三人各自列傳。《全宋诗》以為张佖和张泌是同一人，卷14收张佖诗20首，前18首实张泌之诗。有學者認為三人實則同一人，此案至今仍争议不休。